# Иконников, Алексей Александрович
Алексей Александрович Иконников (1 (14) октября 1905, Узловая, Богородицкий уезд, Тульская губерния — 30 октября 2000, Москва) — советский и российский музыковед. Кандидат искусствоведения (1965). Член КПСС с 1942 года.

## Биография
В 1928—1930 годах учился в Техникуме им. Гнесиных. В 1935 году окончил радиоотделение историко-теоретического факультета Московской консерватории, написав первую дипломную работу в истории консерватории, посвящённую советской музыке, — Пятой симфонии Н. Я. Мясковского (руководитель Д. Б. Кабалевский), в 1938 году там же окончил аспирантуру (тот же руководитель). В 1934—1939 годах был лектором Московской филармонии. В 1939—1940 годах заведовал кафедрой композиции, истории и теории музыки Свердловской консерватории.
В 1940—1946 годах работал редактором, инспектором, заместителем начальника Управления музыкальных учреждений Комитета по делам искусств при СНК СССР. В 1943—1950 годах — научный сотрудник научно-исследовательского кабинета при Московской консерватории. В 1950—1953 годах — редактор отдела музыки и член редколлегии газеты «Советское искусство». С 1953 года заведовал кабинетом истории и теории пианизма Музыкально-педагогического института имени Гнесиных, в 1959—1970 годах был проректором по научной работе и аспирантуре. Был ответственным редактором сборника «Труды Государственного музыкально-педагогического института им. Гнесиных» (выпуск 1—10, 1959—1971).
Член Союза композиторов СССР с 1939 г. Был консультантом по творческим вопросам генерального секретаря Союза композиторов СССР.
Автор ряда статей о советской музыке, музыкальном театре и творчестве советских композиторов. Автор 17 статей и монографий о Н. Я. Мясковском: «Н. Я. Мясковский» (М., 1944), «Myaskowsky: His Life and Work» (New York, 1946) и «Художник наших дней Н. Я. Мясковский» (M., 1966; 2-е изд. 1982). Кандидатская диссертация «Симфоническое творчество Н. Я. Мясковского», начатая ещё в аспирантуре, защищена лишь в 1964 году.

## Монографии
- Иконников А. А. Художник наших дней Н. Я. Мясковский. — Изд. 2-е доп. и перераб.. — М.: Советский композитор, 1982. — 448 с. — 10 000 экз. (1-е издание 1966)